# Håkan Parkman
Hans Håkan Allan Parkman, född 20 oktober 1955, död 6 augusti 1988, var en svensk kompositör, arrangör och dirigent. Han var son till Allan Parkman.
Parkman var 1980–1988 ledare för Uppsala vokalensemble. Han omkom i en drunkningsolycka utanför Gotlands kust och är gravsatt på Uppsala gamla kyrkogård.

## Tonsättningar
- Titania
- Till Österland (Kör och Sopran)
- Kyrie
- Espresso
- C-Dur
- November med skiftningar av ädelt pälsverk
- Från Berget
- Siesta

### Three Shakespeare Songs
- I. Sonnet 76: Why is my Verse so Barren of New Pride
- II. Madrigal: Take, O Take Those Lips Away
- III. Sonnet 147: My Love is a Fever